# UHI Archaeology Institute
UHI Archaeology Institute (archeologisch instituut van de universiteit van de Schotse hooglanden en eilanden)  is een universitaire afdeling van University of the Highlands and Islands in Schotland. Het instituut is gevestigd in Kirkwall (Orkneyeilanden) en werd in 2014 opgericht waarbij de bestaande afdeling archeologie van het Orkney College en het Orkney Research Centre for Archaeology werden opgenomen. Het instituut biedt zowel een masterprogramma als postdoctoraal onderwijs. Het instituut is nauw betrokken bij het archeologisch onderzoek in het Heart of Neolithic Orkney zoals aan de opgravingen van de Ness of Brodgar.